# 小衣斐村
小衣斐村（こえびむら）は、かつて岐阜県揖斐郡にあった村。
現在の大野町大衣斐に該当する。
当村発足時は大野郡であったが、郡の合併により揖斐郡の村となっている。

## 歴史
- 1889年（明治22年）7月1日 - 町村制により、小衣斐村発足。
- 1897年（明治30年）4月1日[2] - 大野郡の一部と池田郡が合併して揖斐郡となる。
- 1897年（明治30年）4月1日 - 公郷村、大衣斐村、領家村と合併し鶯村が発足。同日小衣斐村廃止。